# معهد العلوم الجزيئية
معهد العلوم الجزيئية
في معهد العلوم الجزيئية (بالإنجليزية: The Molecular Sciences Institute (MSI))‏ هو مؤسسة مستقلة غير ربحية تجري البحوث المختبرية التي تجمع بين التجارب الجينومية مع محاكاة بالحاسوب موجودة في بيركلي، كاليفورنيا، الولايات المتحدة الأمريكية.
تأسست على يد الدكتور سيدني برينر في عام 1996.
هذه المنظمة تعمل على كيفية إنتاج وقود للسيارات باستخدام الطحالب.
الموقع الرسمي لمعهد العلوم الجزيئية (في كاليفورنيا)